# Hemierianthus bule
Hemierianthus bule is een rechtvleugelig insect uit de familie Chorotypidae. De wetenschappelijke naam van deze soort is voor het eerst geldig gepubliceerd in 1945 door Rehn & Rehn.